# Hermann Theodor Brinckmann
Hermann Theodor Brinckmann (* 19. Oktober 1820 in Rostock; † 14. Februar 1905 in Danzig) war ein Kaufmann und Konsul in Danzig.

## Leben

### Herkunft
Sein Vater (Caspar Christoph) Mich[a]el Brinckmann hatte sich erst wenige Jahre zuvor als Kapitän und Reeder in Rostock angesiedelt. Die Mutter Anna Catharina war eine Tochter des schwedischen Hafenkommandanten von Göteborg Johan Frederik Ruth und von dessen Frau Maria Agneta Roselia. Hermann Theodor Brinckmann wurde als jüngeres von neun Geschwistern geboren und am 25. Oktober 1820 in der Rostocker St. Jakobikirche getauft. Ein älterer Bruder, John Brinckman, wurde Lehrer und ein bekannter niederdeutscher Schriftsteller.

### Tätigkeiten als Kaufmann und Konsul
Hermann Theodor Brinckmann zog als Kaufmann nach Danzig. Er handelte vor allem mit dem Export von Getreide. 1845 war er dort Mitglied der Kaufleute-Korporation. 1853 wurde Brinckmann Konsul des Großherzogtums Mecklenburg-Schwerin und blieb dies bis zu seinem Tod.  1854 wurde er Mitglied des Stadtrats.
1862 übernahm Brinckmann die Firma seines Schwiegervaters Gustav Friedrich Focking und wurde dessen Nachfolger als Konsul der Niederlande. Das Unternehmen exportierte vor allem Getreide und Holz per Schiff nach Westeuropa. In dem Geschäftshaus Jopengasse 18 befand sich später auch die Danziger Filiale der königlich-preußischen Lotterie. Seit 1874 war er außerdem im Vorstand des Diakonissenkrankenhauses in Neugarten 3/5. Brinckmann war zeitweise Senior der Bruderschaft des Artushofes.

### Ehe und Nachkommen
Hermann Theodor Brinckmann war mit Emilie Friederike (1827–1905), der Tochter von Gustav Friedrich Focking  und Johanna Caroline Buhlke  verheiratet.  Kinder waren
- Paul Friedrich Theodor Brinckmann (1847–1871), ältester Sohn, fiel im Deutsch-Französischen Krieg
- Nanny Emilie Johanna Brinckmann (1849–1929)[4]
- Elisabeth Adele Brinckmann (* 1850)
- Lucie Marie Caroline Brinckmann (1852–1859)
- Gustav Hermann Brinckmann (1853–1928), übernahm die Firma G. F. Focking und war Konsul der Niederlande ab 1905 als Nachfolger des Vaters.
- Anna Johanna Brinckmann (1857–1857)
- Max Michael Brinckmann (* 1864)